# Barnin
Barnin ist eine Gemeinde im Nordosten des Landkreises Ludwigslust-Parchim in Mecklenburg-Vorpommern (Deutschland). Sie wird vom Amt Crivitz mit Sitz in der gleichnamigen Stadt verwaltet.

## Geografie und Verkehr

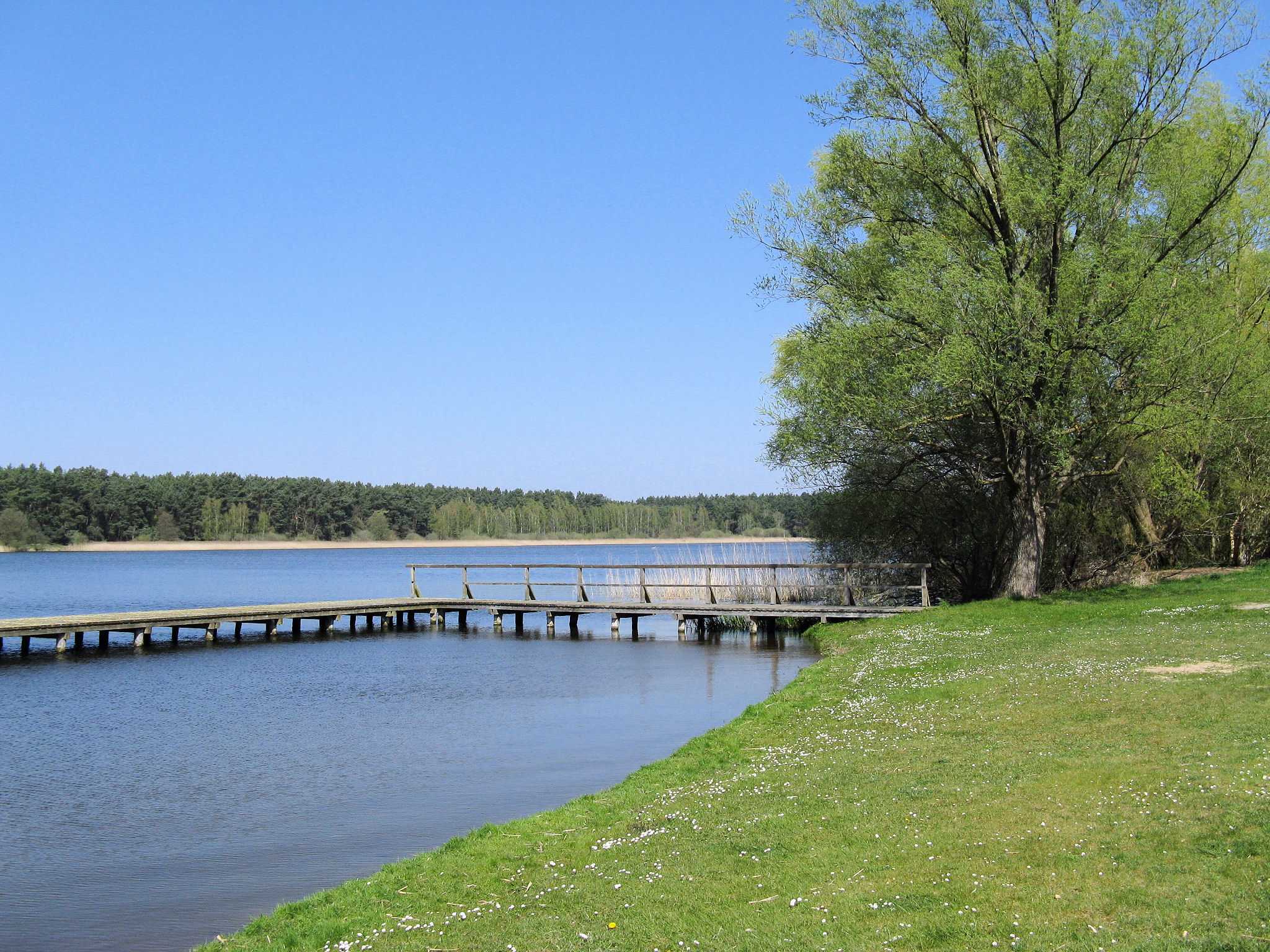
Barniner See

Die Gemeinde liegt nördlich der Bundesstraße 321. Die Bundesautobahn 14 (ca. 15 km) ist über die Anschlussstelle Schwerin-Ost erreichbar. Barnin liegt etwa drei Kilometer nordöstlich von Crivitz. Der Ort befindet sich am Südostufer des Barniner Sees. Die Warnow durchfließt das Gemeindegebiet. Im Ostteil der Gemeinde liegt das Waldgebiet Barniner Tannen und im Süden das Eichholz. Im letzteren befindet sich mit 88,2 m ü. NHN der höchste Punkt im Gemeindegebiet.
Ortsteile der Gemeinde sind Barnin und Hof Barnin.

## Geschichte
Im Jahr 1362 wurde der Ort als Barnyn erstmals urkundlich erwähnt. Der Name stammt aus dem Altslawischen brŭno und bedeutet Sumpfort. Barnin gehörte einem Balduin von Lobecke und war der Grafschaft Schwerin zugeordnet.

## Politik

### Gemeindevertretung und Bürgermeister
Die Gemeindevertretung besteht (inkl. Bürgermeister) aus sieben Mitgliedern. Die Wahl zur Gemeindevertretung am 9. Juni 29024 hatte folgende Ergebnisse:
SPD 3 Stimmen
CDU 2 Stimmen
FDP 1 Stimme
Bürgermeister der Gemeinde ist Stephan Stange (CDU). Er wurde mit 50,78 % der Stimmen gewählt.

### Wappen
| Wappen von Barnin | Blasonierung: „In Gold über blauem Wellenschildfuß, darin ein silberner Fisch, ein schreitender schwarzer Hirsch mit zehnendigem Geweih.“ |
| Wappen von Barnin | Wappenbegründung: Der Hirsch im Wappen entstammt dem Wappen der Familie von Lobecke, die die ersten urkundlich nachweisbaren Besitzer des Ortes waren. Der Wellenschildfuß und der Fisch verweisen auf die lange Tradition der Fischerei im Barniner See, durch den die Warnow fließt. Das Wappen und die Flagge wurde maßgeblich von dem Barniner Künstler Volkert Krietsch gestaltet. Es wurde am 5. Juli 2012 durch das Ministerium des Innern genehmigt und unter der Nr. 342 der Wappenrolle des Landes Mecklenburg-Vorpommern registriert. |

### Flagge

Flagge der Gemeinde Barnin

Die Flagge wurde am 8. August 2012 durch das Ministerium des Innern genehmigt.
Die Flagge ist längs gestreift von Blau, Gelb und Blau. Die blauen Streifen nehmen dabei jeweils ein Viertel, der gelbe Streifen die Hälfte der Höhe des Flaggentuchs ein. In der Mitte des gelben Streifens liegt, sieben Achtel des Streifens einnehmend, eine Figur des Gemeindewappens: ein schreitender schwarzer Hirsch. In der Mitte des unteren blauen Streifens liegt, fünf Achtel des Streifens einnehmend, eine Figur des Gemeindewappens: ein weißer Fisch. Die Höhe des Flaggentuchs verhält sich zur Länge wie 2:3.

### Dienstsiegel
Das Dienstsiegel zeigt das Gemeindewappen mit der Umschrift „• GEMEINDE BARNIN • LANDKREIS LUDWIGSLUST-PARCHIM“.

## Sehenswürdigkeiten

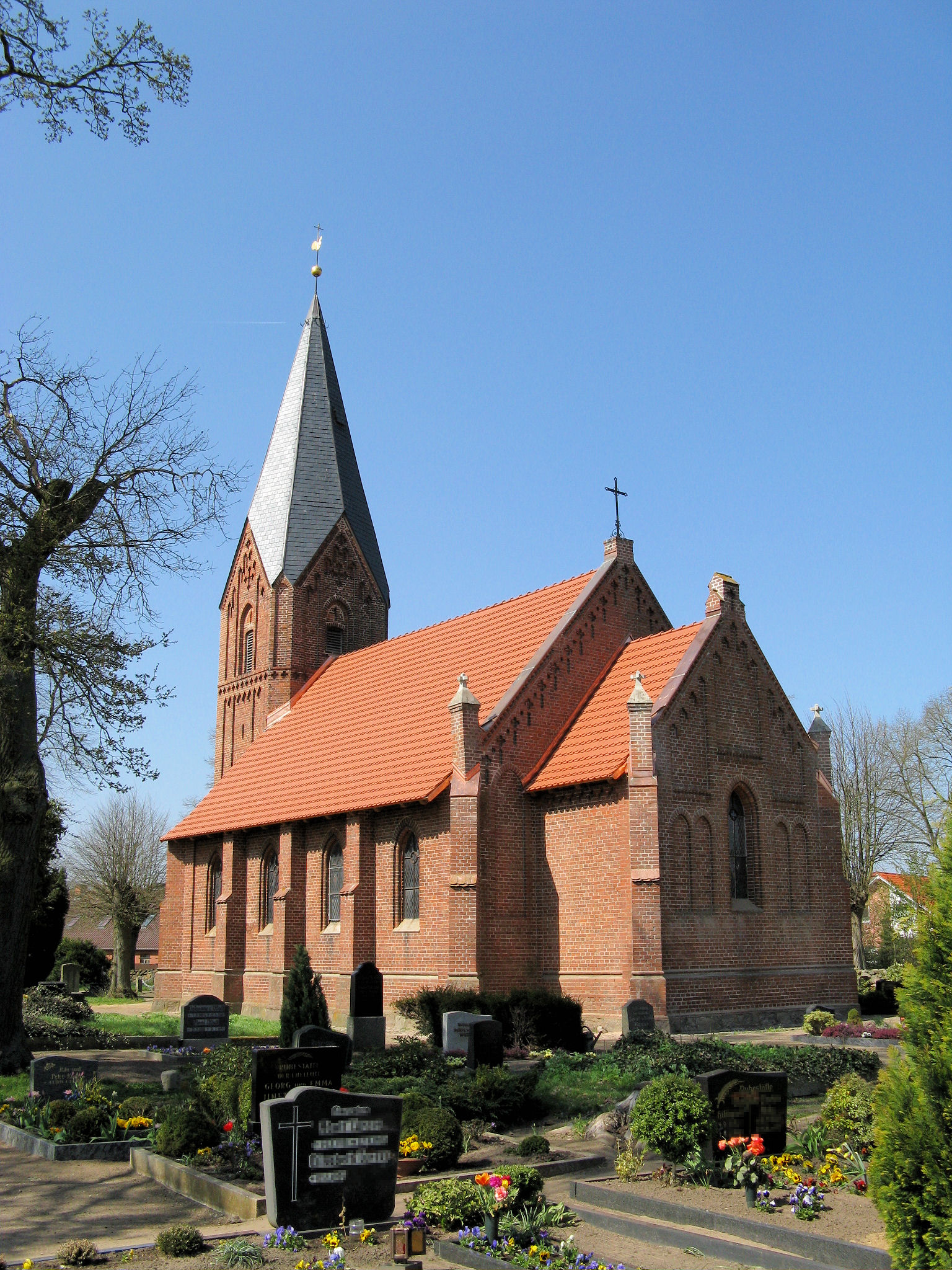
Dorfkirche Barnin

- Neugotische Kirche von 1868/69 nach Plänen von Theodor Krüger.
- Barn-Aufführung seit 2013 wird zum Sportfest am See auch eine dorfeigene Variante der Namensgebung des Ortes von Barninern nachgespielt, der Drachenboot-Verein hatte sich 2012 aufgelöst und somit ist der Überfall der Wikinger einer der Höhepunkte dieses Tages
- Bauernhäuser mit Reetdächern
- Gutshaus Hof Barnin, ein eingeschossiges Backsteinhaus mit Krüppelwalmdach.